# Allium nevii
Allium nevii är en amaryllisväxtart som beskrevs av Sereno Watson. Allium nevii ingår i släktet lökar, och familjen amaryllisväxter. Inga underarter finns listade i Catalogue of Life.